# Provincia de Cienfuegos
La provincia de Cienfuegos es una provincia de la costa sur de la isla de Cuba. Tiene su capital en la ciudad homónima de Cienfuegos.

## Historia
La provincia debe su nombre a la ciudad homónima, su capital, que lo toma a su vez del José María González de Cienfuegos Jovellanos, que fue capitán general de Cuba en el siglo XIX.

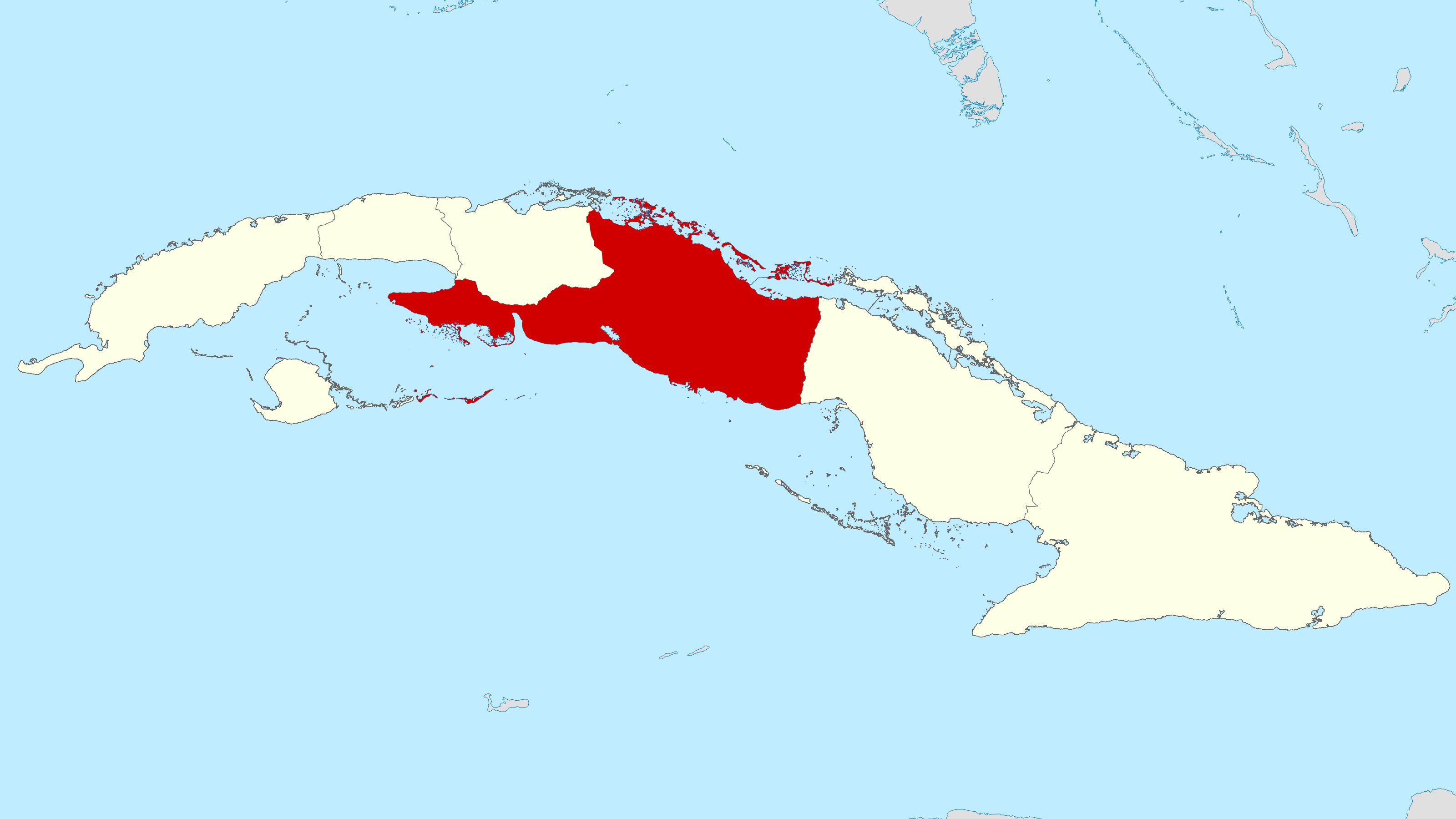
El territorio de la provincia, con la división de 1878 estaba integrado en la Provincia de Santa Clara, con capital en la ciudad de Santa Clara

## Geografía

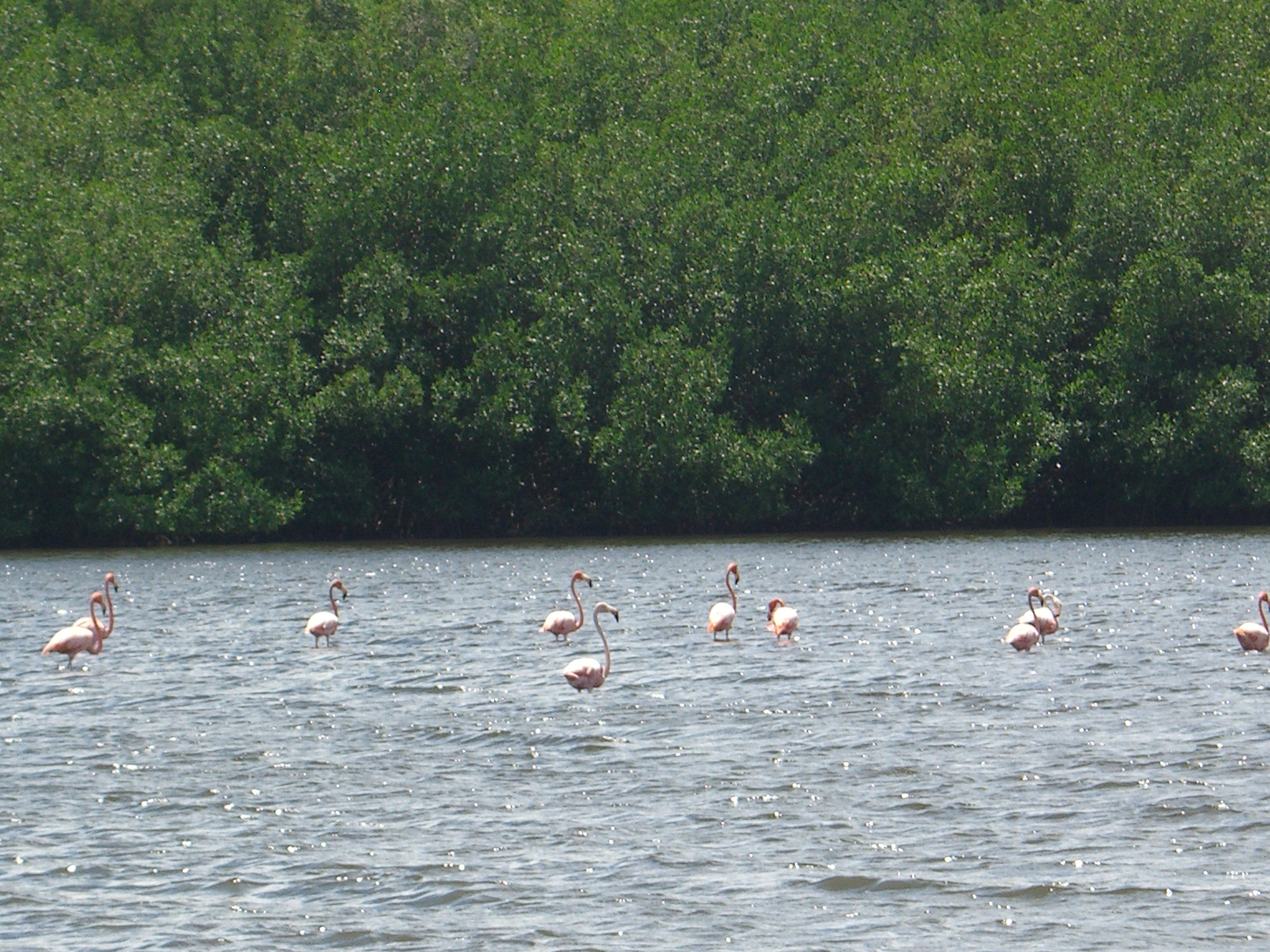
Flamencos en la Laguna de Guanaroca

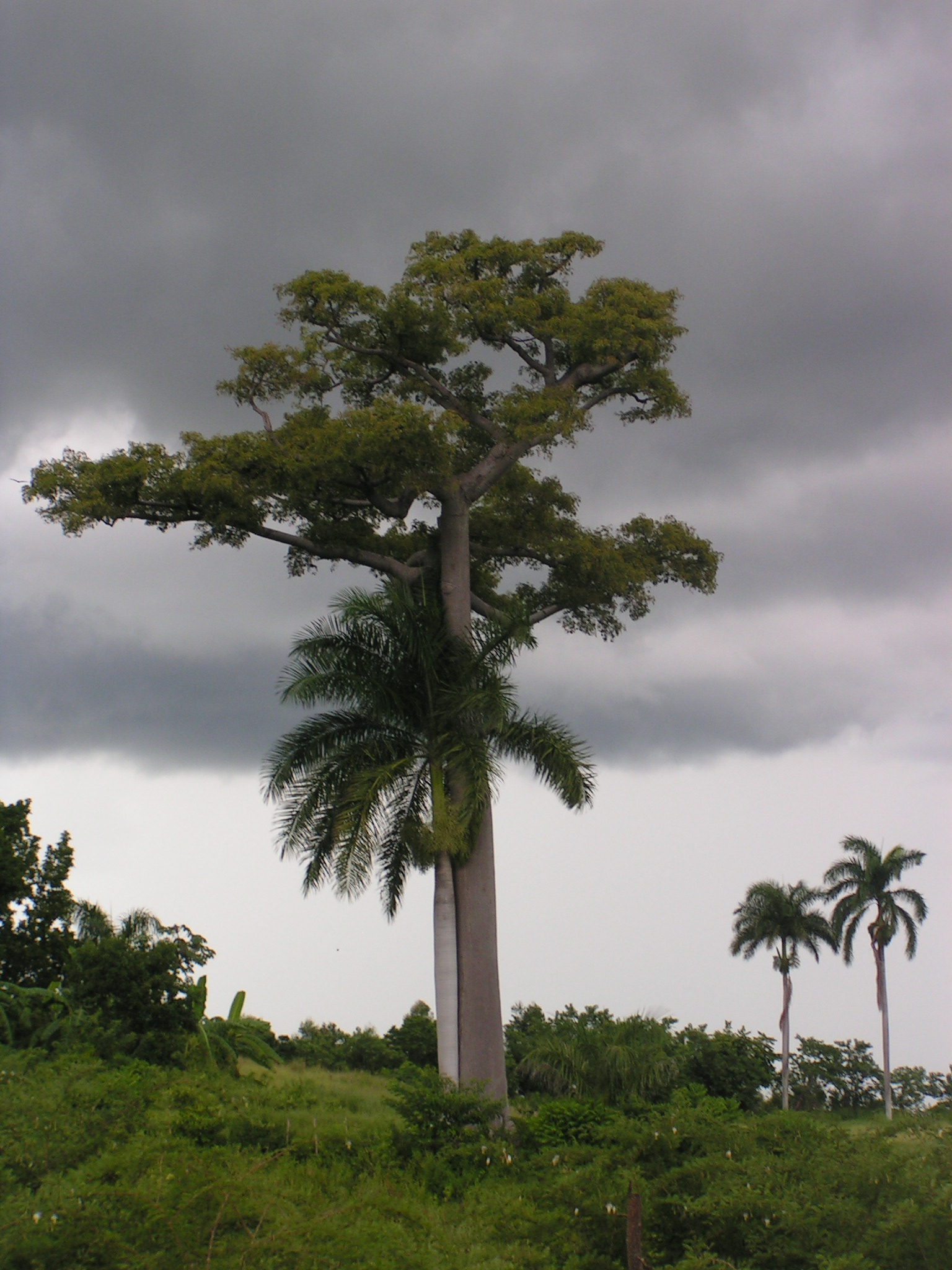
Paisajes Campo de Cienfuegos Ceiba y Palmas reales

Se ubica al sur de la región central de Cuba, con costas al mar Caribe. Limita al norte con la provincia de Villa Clara, al oeste con la de Matanzas y al este con la de Sancti Spíritus. Se encuentra ubicada entre los 21° 22", y los 23° 35" de Lat norte, y los 80° 20", y los 81° 10" Long oeste. Ocupa el 3,77 % de la superficie de Cuba (o sea, 4177,2 km²), y limita al sur con el Mar Caribe, al norte con la provincia de Villa Clara, al este con la de Sancti Spíritus y al oeste con la de Matanzas.
La temperatura promedio provincial es de 26 °C; las temperaturas máximas en verano oscilan entre 31 y 33 °C, pero los inviernos son suaves por la cercanía de las masas de agua, registrándose mínimas oscilantes entre 18 y 21, que pueden llegar hasta 10 a 13 °C, bajo la influencia de frentes fríos, y las máximas entre 21 y 24. El promedio anual de precipitaciones es de 1400 mm, aunque en años muy lluviosos ha llegado a los 1800 o 2000 mm; la humedad relativa promedio es del 77 %. Los vientos soplan en la madrugada en dirección estenordeste, y las brisas (de 11 hasta aproximadamente las 17) del oeste suroeste, entrando desde la bahía. De tal manera, el clima es templado.
La bahía de Cienfuegos tiene una longitud norte-sur de 22 km y un ancho de dirección este-oeste de 13 km, con una superficie aproximada de 88 km². Alrededor de ella se encuentra el territorio provincial.
Entre pleamar y bajamar, la diferencia del nivel del mar es de una media de 0,25 m, con máximas de 0,40 m. Pese al predominio costero de la zona, las penetraciones del mar son poco factibles, y en todo caso, ligeras. La interposición de una bahía de bolsa, con un sinuoso canal de 3 km de longitud que la une con el Mar Caribe, y que solamente permite la entrada de unos miles de toneladas de agua en pleamar (se necesitan 20 días en la época de seca para que se intercambie toda su agua con el mar exterior), resulta una sólida protección contra estos accidentes. Existe la presencia de una fosa de gran profundidad frente al litoral caribeño de la provincia, el que, además, es bastante alto.

## Uso del litoral interno
| Uso                  | - | Km (%)    |
| -------------------- | - | --------- |
| Reserva natural      | - | 39,1-43,4 |
| Turístico-recreativo | - | 11,3-12,5 |
| Marítimo-portuario   | - | 10,7-11,9 |
| Industrial           | - | 5,4-6,0   |
| Pesquero             | - | 2,0-2,2   |
| Agrícola             | - | 3,8-4,2   |
| Indeterminado        | - | 20,7-23,0 |

#### Dato Curioso
El de Cienfuegos es el segundo Complejo Portuario del país, luego del habanero, y el más importante de la extensa costa sur. Da aliento a una de las más modernas y prósperas provincias de la nación, con un futuro promisorio merced a su impresionante parque industrial, a sus excelencias naturales y al desarrollo de sus fuerzas productivas.
Por eso atrae las sedes centrales de las más importantes empresas, como la Telefónica o la Eléctrica, o de otras de la comercialización, como CIMEX S.A., ITH... En sus tres centros universitarios se forman jóvenes latinoamericanos, africanos y del Medio Oriente; solamente su Facultad de Ciencias Médicas gradúa al año más profesionales que la Universidad de La Habana antes de 1959, por citar un ejemplo.

## Patrimonio
La influencia francesa en Cienfuegos es prominente, decidiendo su desarrollo arquitectónico y agrícola en los primeros años, lo cual se refleja en la construcción, en su centro histórico urbano, de un Arco de Triunfo, para tratar de igualarse con París.
Rica en palacios (Blanco, Ferrer, Goitizolo...), parques (José Martí, Villuendas, Panteón de Gil...), teatros e iglesias (Catedral...), y con su paseo del Prado, el cual se prolonga hasta el mar, muestra al mundo los encantos del teatro Tomás Terry, fiel reflejo de la época de oro de Cienfuegos; o el Palacio de Valle, exponente del eclecticismo arquitectónico prevaleciente en la ciudad, donde armonizan los estilos mudéjar y bizantino con el veneciano, el gótico y el barroco.
En la bahía, la fortaleza de Nuestra Señora de los Ángeles de Jagua, concluida en 1745, es un sólido exponente de la arquitectura militar del siglo XVIII en Cuba. Al fundarse era la única construcción de su tipo con que contaba el centro de la isla para vigilar el Mar Caribe de los ataques de corsarios y piratas.
Asimismo, el jardín botánico de Cienfuegos (el decano de este tipo de instalaciones en Cuba) complementa la oferta de Cienfuegos, con sus 97 ha de extensión —siete de ellas de bosque natural reservado—, que contienen a más de dos mil especies de plantas, que representan a 670 géneros y 125 familias.
El entorno cultural de la provincia se completa con el Cementerio de Reina (único de su tipo en la Isla) y la necrópolis Tomás Acea (única tipo jardín en la Mayor de Las Antillas), ambos declarados monumentos nacionales.
El primero de ellos fue construido en 1830 y constituye un verdadero museo de arte funerario; muestra el sistema de enterramientos por nichos verticales prevaleciente en la época colonial española.
Los fondos marinos invitan al buceo, con formaciones coralinas de baja y media profundidad en la Ensenada de Barreras y Las Playitas, mientras que a un avance hacia el fondo resalta un relieve abrupto acompañado de abundantes esponjas, gorgonias y corales.
Existen zonas de concentraciones de corales formando espectaculares barreras, pobladas por infinidad de especies de todos los tamaños y colores, a lo cual se suma el elevado número de barcos hundidos existentes en la zona. También es posible admirar en la región el coral de columna más grande de todo el continente americano, con 5 m de alto y llamado "Notre Dame".
En Cienfuegos se localiza el Refugio de Fauna "Laguna de Guanaroca-Yaguanabo-El Nicho", con una extensión de 6000 ha, que contienen entre sus mayores atractivos unas 65 especies de plantas de alto endemismo, además de ser sitio de nidificación de flamencos y otras aves marinas.
En esa zona se encuentran sitios de interés arqueológico con residuarios de originarios, refugios de corsarios y piratas, y en especial, la cueva Martín infierno, donde está la mayor estalagmita de América Latina (es posible que del mundo), con 67 m de alto.
Para las actividades náuticas la provincia cuenta con las facilidades de la Marina Puertosol Cienfuegos, ubicada en el barrio residencial y turístico de Punta Gorda, con 30 puntos de atraque para embarcaciones y servicios de agua potable, combustible, electricidad, seguridad y aduana.
La bahía de Jagua representa un recurso estratégico para los deportes náuticos en la región y en Cuba con sus 88 km², que permiten conformar una pista acuática de una milla náutica para los campeonatos internacionales (con carácter mundial desde 2001) de lanchas rápidas Fórmula T-1, que ya apostaron por la plaza.
La Perla del Sur tiene en el Escambray, que bordea el noreste de la provincia, un buen pretexto para que los amantes de la naturaleza emprendan el camino de la montaña, en un entorno donde comparte con su vecina Villa Clara los atractivos del Refugio de Fauna "Hanabanilla".

## División administrativa

### Municipios
La provincia de Cienfuegos cuenta con 8 municipios:
- Abreus
- Aguada de Pasajeros
- Cienfuegos
- Cruces
- Cumanayagua
- Lajas
- Palmira
- Rodas

## Principales centros universitarios
- Universidad de Cienfuegos "Carlos Rafael Rodríguez"
- Facultad de Ciencias Médicas
- Instituto Superior Pedagógico "Conrado Benítez"

## Fuente
- «Datos de Cienfuegos» (enlace roto disponible en este archivo).